# Anthidium chubuti
Anthidium chubuti är en biart som beskrevs av Cockerell 1910. Anthidium chubuti ingår i släktet ullbin, och familjen buksamlarbin. Inga underarter finns listade i Catalogue of Life.